# Bižár (koberec)

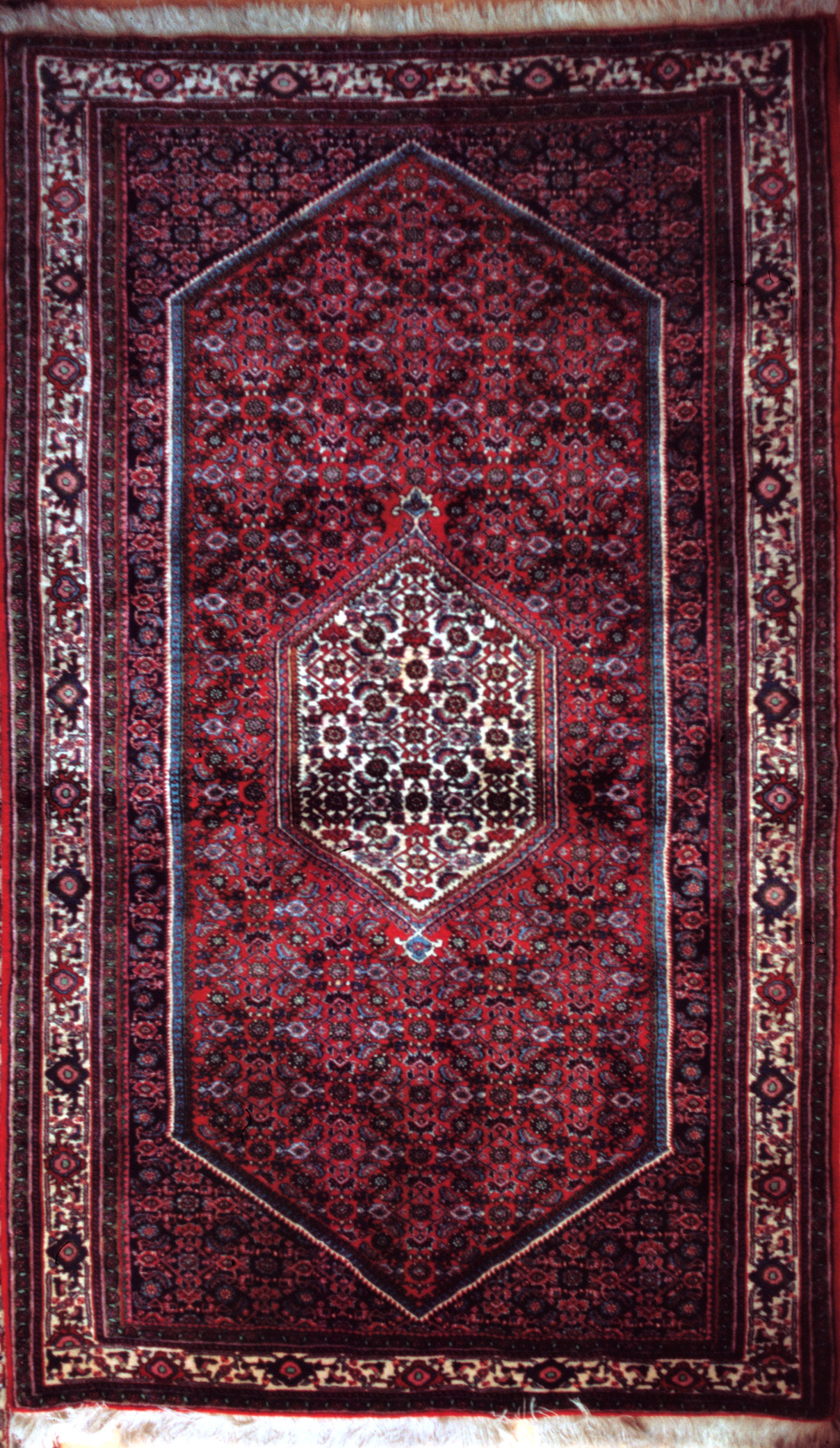
Jemný bižár (neznámé stáří)

Bižár je ručně vázaný koberec vyráběný v  městě Bižáru a okolních vesnicích v íránské provincii Kurdistán.

## Způsob výroby

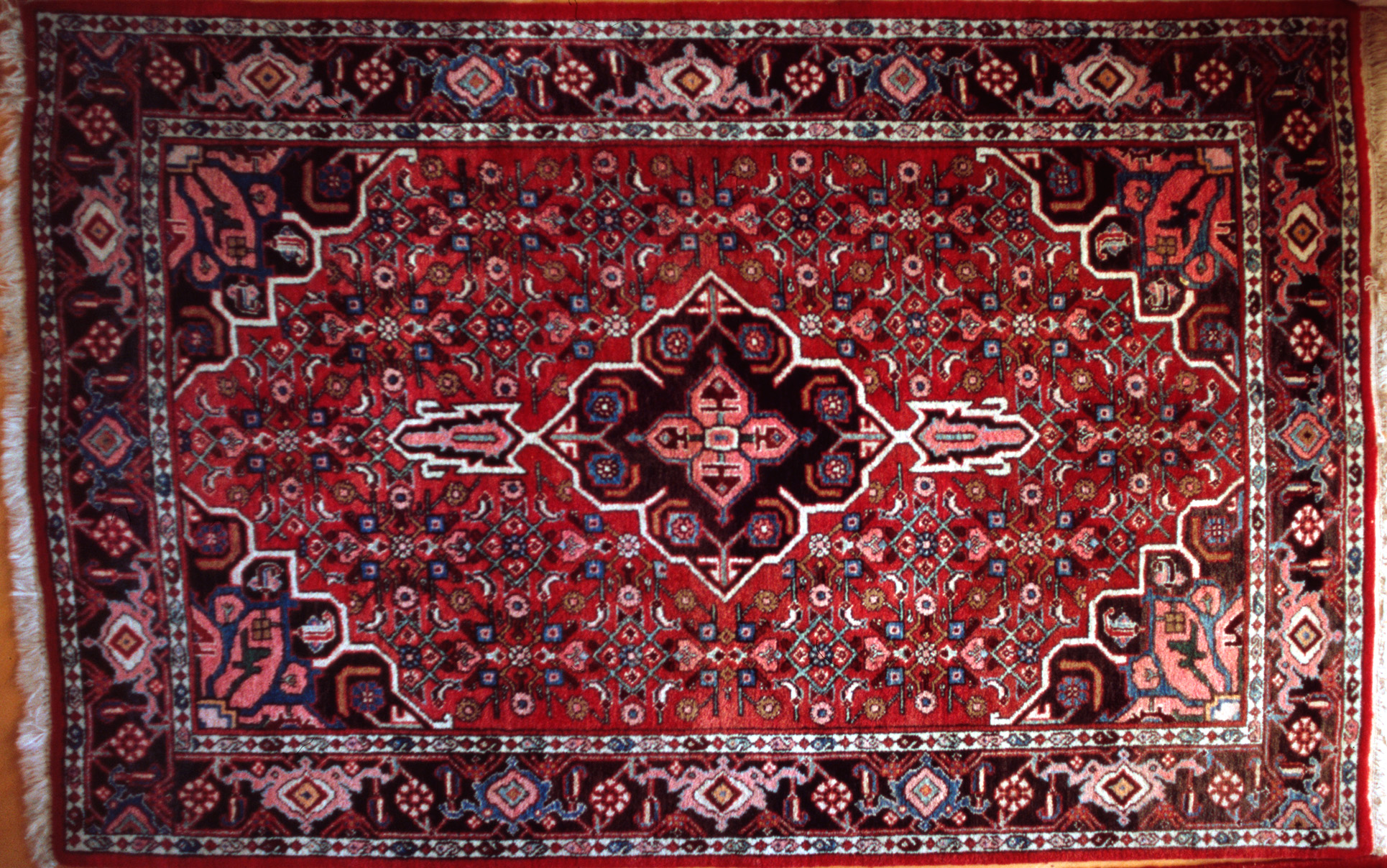
Bižár z 21. století

Na bavlněné podkladové tkanině se vážou symetrické uzly z vlněné příze v hustotě 400 000–600 000/m² s délkou vlasu cca do 15 mm. Po každé řadě uzlů se do osnovy zanášejí navlhčené, většinou dvě útkové niti, které se k ní přitlačují ocelovým hřebenem. K práci s hřebenem je nutná značná síla, proto vázání bižárů provádějí zpravidla muži. Útkové niti se po vysušení spojí s hustým, kolmo stojícím vlasem tak, že se tvoří kompaktní povrch koberce. Výrobek je mimořádně tuhý a trvanlivý, proto se pro něj často používá označení „železný peršan“. 

## Vzorování
Na historických bižárech (asi do roku 1915) se nachází jen tzv. klasická vzorování herati nebo mina khani. Jednotlivé motivy se původně vázaly zpaměti, kreslené předlohy se začaly používat teprve ve 2. polovině 20. století. Novější výrobky jsou vzorovány velmi rozmanitě, k nejznámějším vzorům patří: garrus, strom života, šach Abbas, vrba a cypřiš, medajlon.

## Z historie bižáru
První písemné zmínky pocházejí z 16. století, vykopávky z tamější oblasti však dokazují, že koberce se tam tkaly už před 10 000 lety. Ve 40. letech 20. století byla zaznamenána roční produkce asi 1000 bižárů. Mimo města Bižáru se koberce vázaly v asi 40 okolních obcích. 
Údaje o rozsahu produkce v 21. století nejsou publikovány.
V lednu 2019 byl na veletrhu bytových textilií DOMOTEX v Hannoveru zařazen ručně tkaný (ne vázaný) koberec s označením Bijar k 24 finalistům vybraným z 233 účastníků každoroční soutěže o nejlepší vzorování koberců.